# Larochemillay
Larochemillay ist eine französische Gemeinde mit 228 Einwohnern (Stand: 1. Januar 2022) im  Département Nièvre in der Region Bourgogne-Franche-Comté. Sie gehört zum Arrondissement Château-Chinon (Ville) und zum Kanton Luzy. Die Einwohner werden Millirupétiens genannt.

## Geographie
Larochemillay liegt etwa 62 Kilometer ostsüdöstlich von Nevers im Morvan. Das Gemeindegebiet wird vom kleinen Fluss Roche durchquert. Umgeben wird Larochemillay von den Nachbargemeinden Villapourçon im Norden und Nordwesten, Glux-en-Glenne im Norden und Nordosten, Saint-Léger-sous-Beuvray im Nordosten, Poil im Osten, Millay im Süden sowie Chiddes im Westen und Südwesten.

## Bevölkerungsentwicklung
| Jahr                       | 1962 | 1968 | 1975 | 1982 | 1990 | 1999 | 2006 | 2011 | 2016 |
| -------------------------- | ---- | ---- | ---- | ---- | ---- | ---- | ---- | ---- | ---- |
| Einwohner                  | 640  | 558  | 516  | 417  | 337  | 287  | 297  | 287  | 231  |
| Quellen: Cassini und INSEE |      |      |      |      |      |      |      |      |      |

## Sehenswürdigkeiten
- Kirche Saint-Pierre, Monument historique
- Schloss La Roche-Millay, seit 2002 Monument historique
- Mühle von Montécot

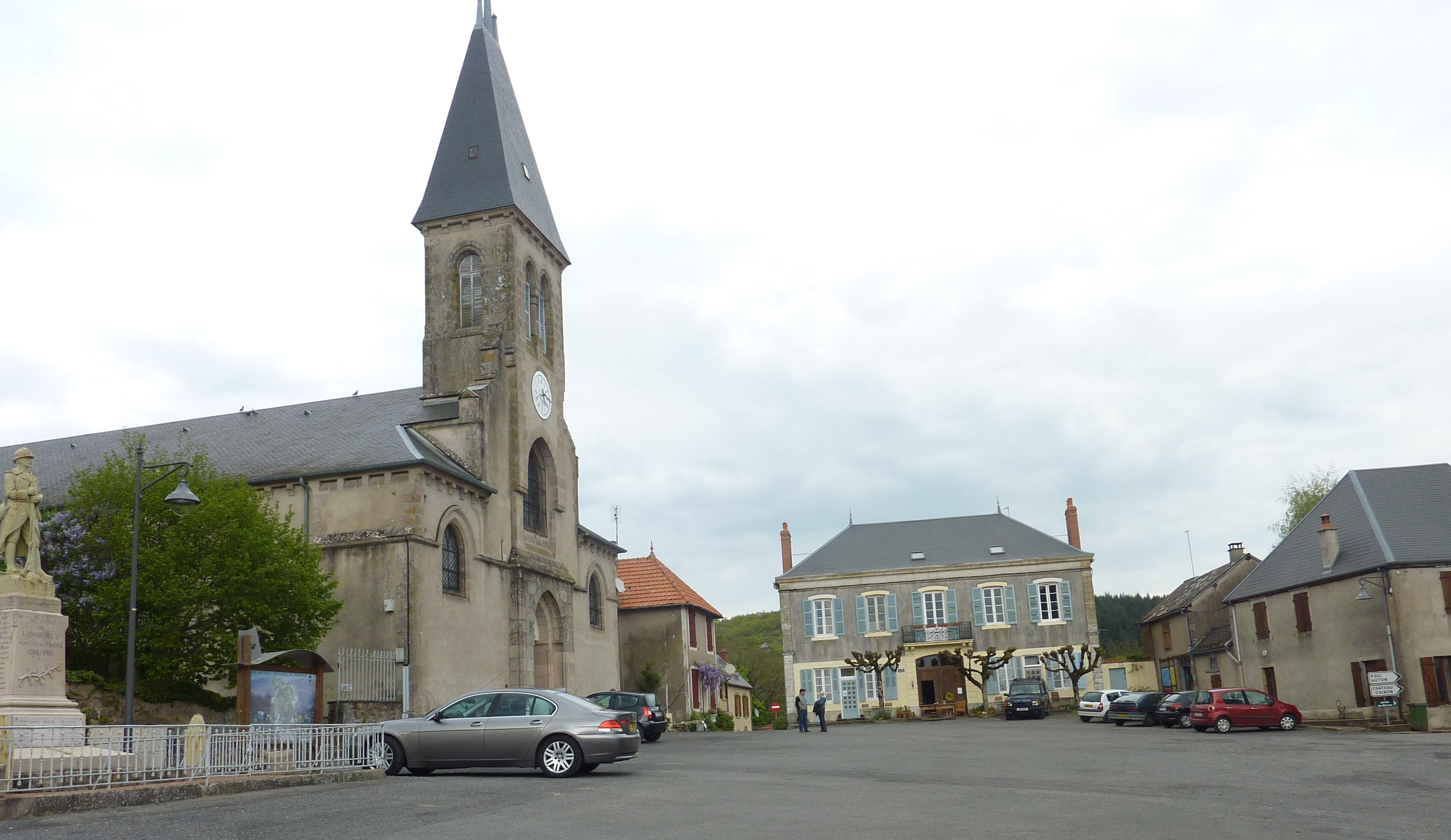
Kirche Saint-Pierre
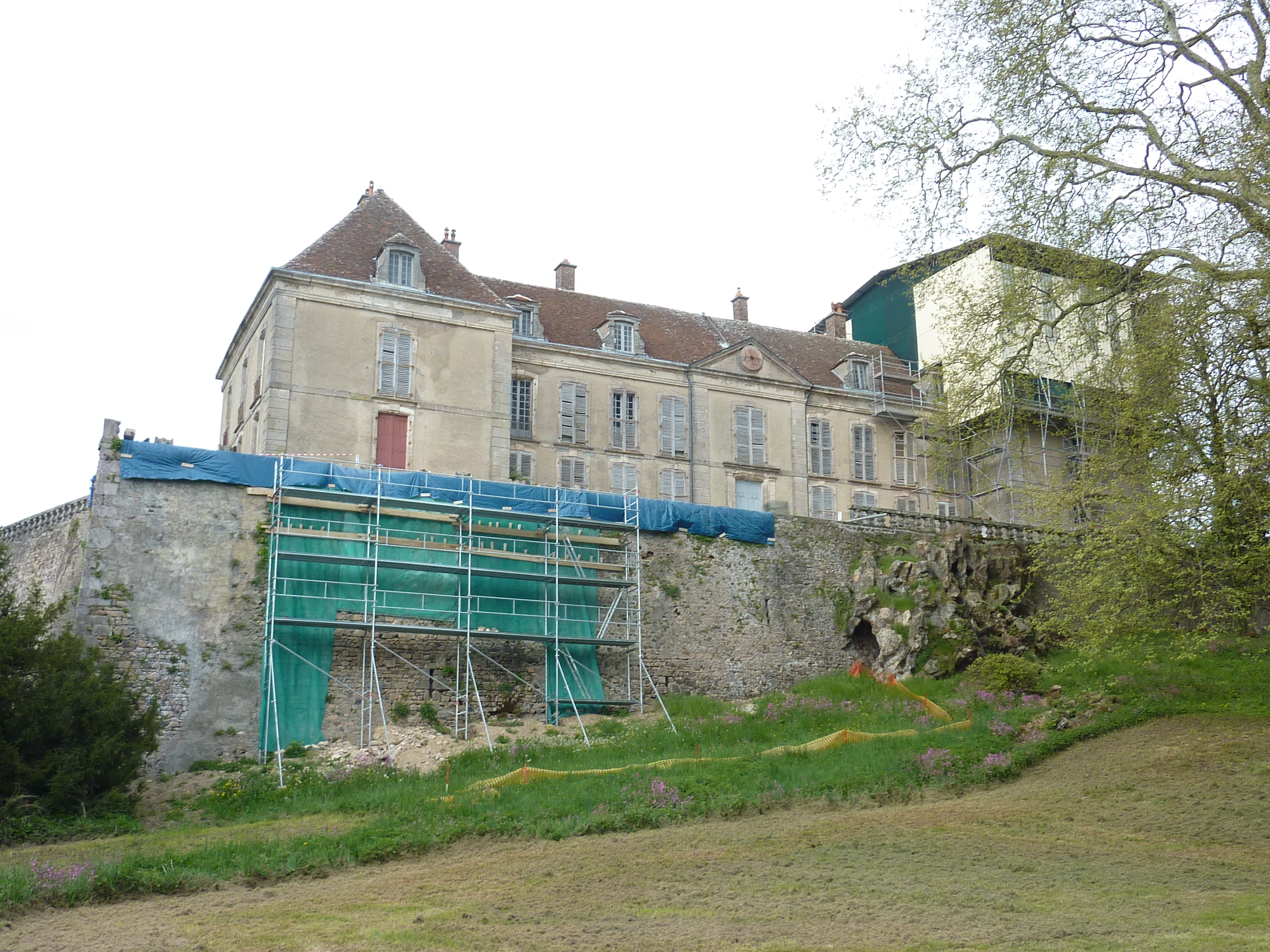
Schloss La Rochemillay